# Phaulula gigantea
Phaulula gigantea är en insektsart som först beskrevs av Heinrich Hugo Karny 1923.  Phaulula gigantea ingår i släktet Phaulula och familjen vårtbitare. Inga underarter finns listade i Catalogue of Life.